# Hatutu

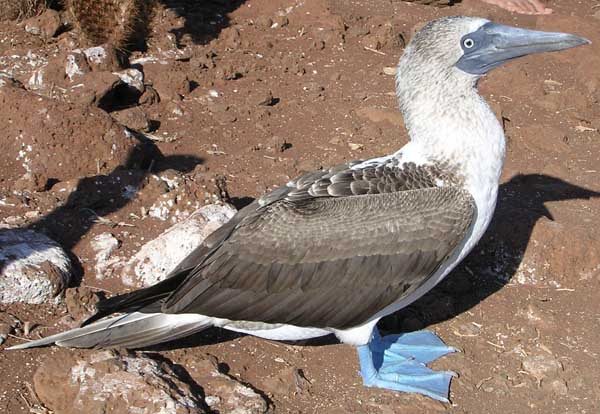
Mascarell camablau (Sula nebouxii)

Hatutu, o també Hatuta’a, és una illa de les Marqueses, a la Polinèsia Francesa. Està situada en el grup nord de l'arxipèlag, a 3 km al nord-est d'Eiao. Les seves coordenades són: 7° 55′ S, 140° 34′ O / 7.917°S,140.567°O.
L'illa és deshabitada i consisteix en una plataforma elevada de 428 m d'altitud amb una superfície de 6,5 km².
Hatutu va ser descoberta, l'abril del 1791, pel nord-americà Joseph Ingraham que l'anomenà Hancock, nom del primer governador de Massachusetts, John Hancock. Altres noms utilitzats van ser el francès Chanal i l'anglès Langdon. El 1992, Hatutu va ser declarat reserva natural. És un lloc utilitzat pels ocells marins per a niar, un dels importants pel mascarell camablau (Sula nebouxii).